# Ara·m platz, Giraut de Borneill

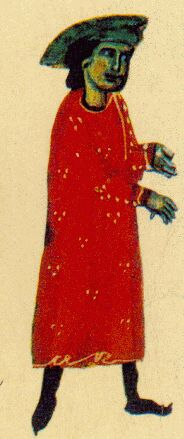
Raimbaut d'Aurenga.

Ara·m platz, Giraut de Borneill è una tenso composta intorno al 1170 dai trovatori Raimbaut d'Aurenga e Giraut de Bornelh.
Raimbaut e Giraut, su invito del primo, si fronteggiano sulle ragioni del trobar clus e del trobar leu.
La canzone consta di otto coblas unissonans di sette versi, di cui 5 octosyllabes e due quadrisillabi piani, con schema a8 b8 c8 c4 c4 d8 d8. Si chiude con 2 tornadas.
Giraut esalta l'importanza di un riscontro positivo nel pubblico e che il successo è legato alla comprensibilità del verso: «A que trobatz / si non vos platz / c'ades o sapchon tal e cal? / Que chanz non port'altre cabtal» ("Perché componete, / se non vi piace / che il vostro canto lo apprendano subito tutti? / La poesia non comporta altro premio"). Di contro, la difesa del trobar clus da parte di Raimbaut è mossa in nome di un ideale aristocratico, del tutto esplicito quando dichiara «mi non cal sitot non s'espan / c'anc granz viutaz non fon denhtatz» ("non m'importa se [quel che dico] non si diffonde tanto / perché una grande popolarità non è mai stata cosa degna").